# Estación Gribaumont
La estación Gribaumont es una estación del sistema de metro de Bruselas que da servicio a la actual línea 1, anteriormente conocida como 1B. Se localiza en la municipalidad belga de Woluwe-Saint-Lambert y abrió sus puertas por primera vez el 20 de enero de 1976. Se encuentra enteramente bajo la Avenue de Broqueville.
En 2008, se retiró el piso original de los andenes, consistente en baldosas de caucho negro denominado "Pavimento Pirelli". Se reemplazó por nuevas baldosas de terrazo de color marrón claro, siendo de color gris oscuro cerca de las paredes. El alumbrado superior de los andenes también fue sustituido a finales del mismo año.
La estación se encuentra decorada por una obra de Roger Nellens, llamada Le Tropolitain. Es una escultura que representa a tres pasajeros pintados a la fantasía del autor.
- Datos: Q2677535
- Multimedia: Gribaumont metro station / Q2677535